# Un kilo de oro
Un kilo de oro es el tercer libro de cuentos del escritor y periodista argentino Rodolfo Walsh, publicado en 1967. Representó el cierre de una época creativa del autor dedicada casi en exclusiva a la narrativa y tuvo buena recepción entre el público.

## Descripción
Los cuentos aparecidos en este volumen profundizan algunas innovaciones narrativas ya ensayadas por Walsh en Los oficios terrestres, aparecido dos años antes. Así, el relato Cartas retomó y se conectó con la trama, los personajes y los procedimientos narrativos de Fotos a la vez que los complejiza; mientras que en Nota al pie, el texto principal va siendo desplazado en forma paulatina por este recurso textual hasta que termina por ocupar toda la página.
El cuento Los oficios terrestres estaba destinado a aparecer en el libro anterior, pero, según explicó Walsh en una nota incluida en aquel, al momento de publicarse el libro no había podido terminarlo. Integra, junto con Irlandeses detrás de un gato y Un oscuro día de justicia, el "ciclo de los irlandeses", relatos ambientados en un colegio de curas irlandeses similar al que Walsh asistió durante los años de secundaria.

## Recepción
Después de su publicación, la crítica literaria esperaba una "consagración" del autor con la publicación de una novela de largo aliento, lo cual no ocurrió debido al involucramiento cada vez mayor de Walsh en la militancia.

## Composición del libro
Se compone de cuatro cuentos:
- Cartas
- Los oficios terrestres
- Nota al pie
- Un kilo de oro